# イリソス川

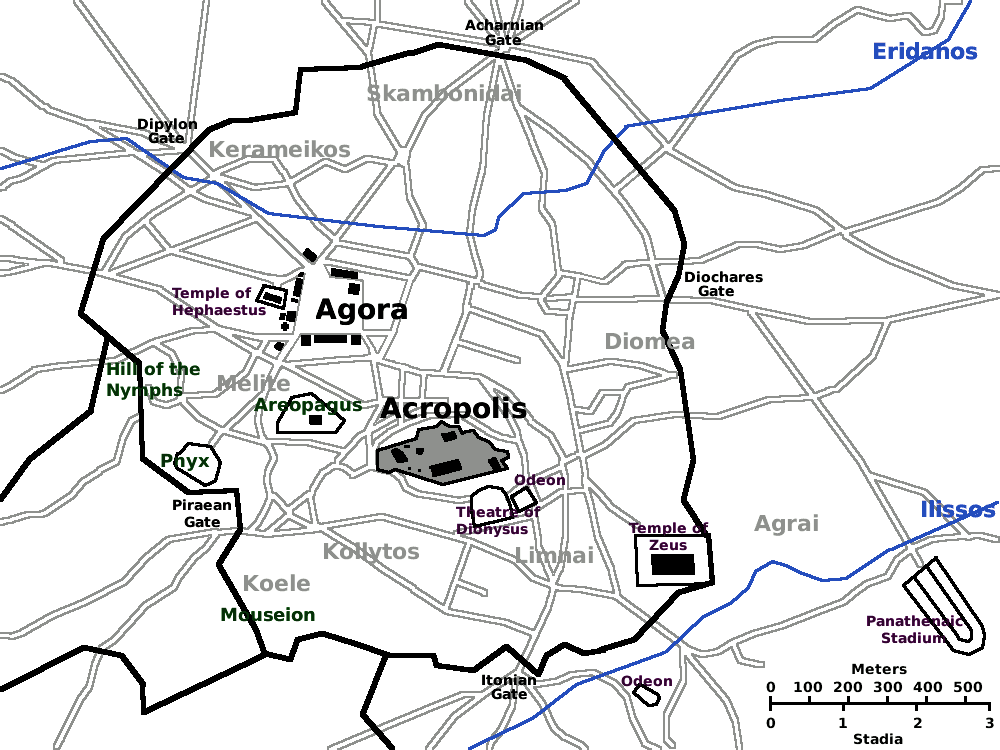
イリソス川の位置

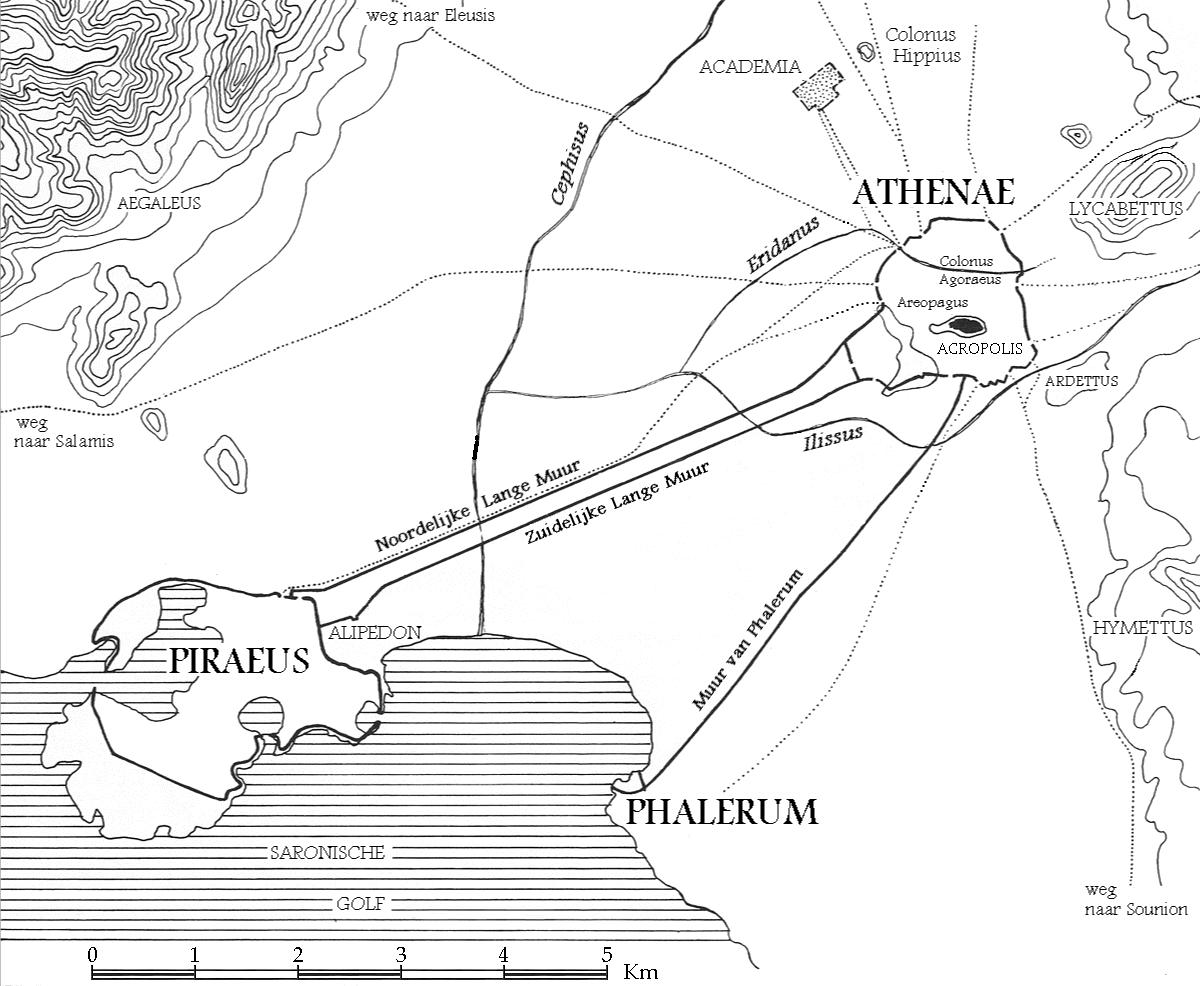
かつては図のように西方を流れるケピソス川（キフィソス川）に合流する支流だった。

イリソス川（イリッソス川、希: Ιλισός, Ilisos）とは、ギリシャのアテネの南方を横切るように流れている河川。
プラトンの中期作品『パイドロス』の舞台となっている。また、後期作品『クリティアス』では、作中で語られる伝説の大昔のアテナイの、アクロポリスの南側境界が、イリソス川にまで及んでいたと言及される（112A）。
近代に入り、市街地の拡大に伴って暗渠化され、流れも海へと直接注ぐよう変更された。